# Oropezella marginata
Oropezella marginata är en tvåvingeart som beskrevs av Smith 1962. Oropezella marginata ingår i släktet Oropezella och familjen puckeldansflugor. Inga underarter finns listade i Catalogue of Life.